# Ортачала
Ортача́ла (груз. ორთაჭალა) — исторический район в Тбилиси. Расположен на юго-востоке от Старого Города (Кала), с севера ограничен рекой Кура.
Главными улицами района являются улица Вахтанга Горгасали, улица Иосифа Гришашвили.

## История

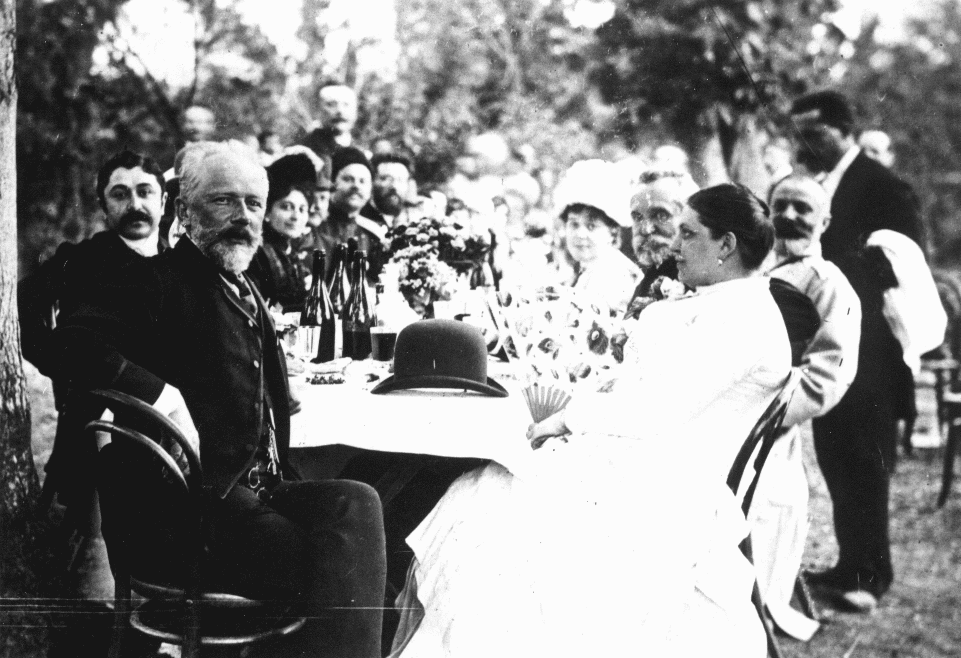
П. Чайковский в ортачальских садах (1889)

Название района восходит к турецкому слову «остров», действительно существовавшему на реке Кура в этом месте в прежние годы.
В древности находился вне городских стен, здесь проходила Ганжийская дорога.
Частью современного района Ортачала является бывшее Крцанисское поле (Крцаниси), где в 1795 году произошло Крцанисское сражение.
В XIX веке здесь располагалось несколько национальных слобод (татарская, греческая), несколько промышленных предприятий (мыловаренный завод, войлочная фабрика), таможенный пост, еврейское кладбище, из-за насаждённых здесь садов Ортачала стала местом отдыха и развлечений горожан.
До 2019 года в районе действовала Ортачальская тюрьма.

## Достопримечательности

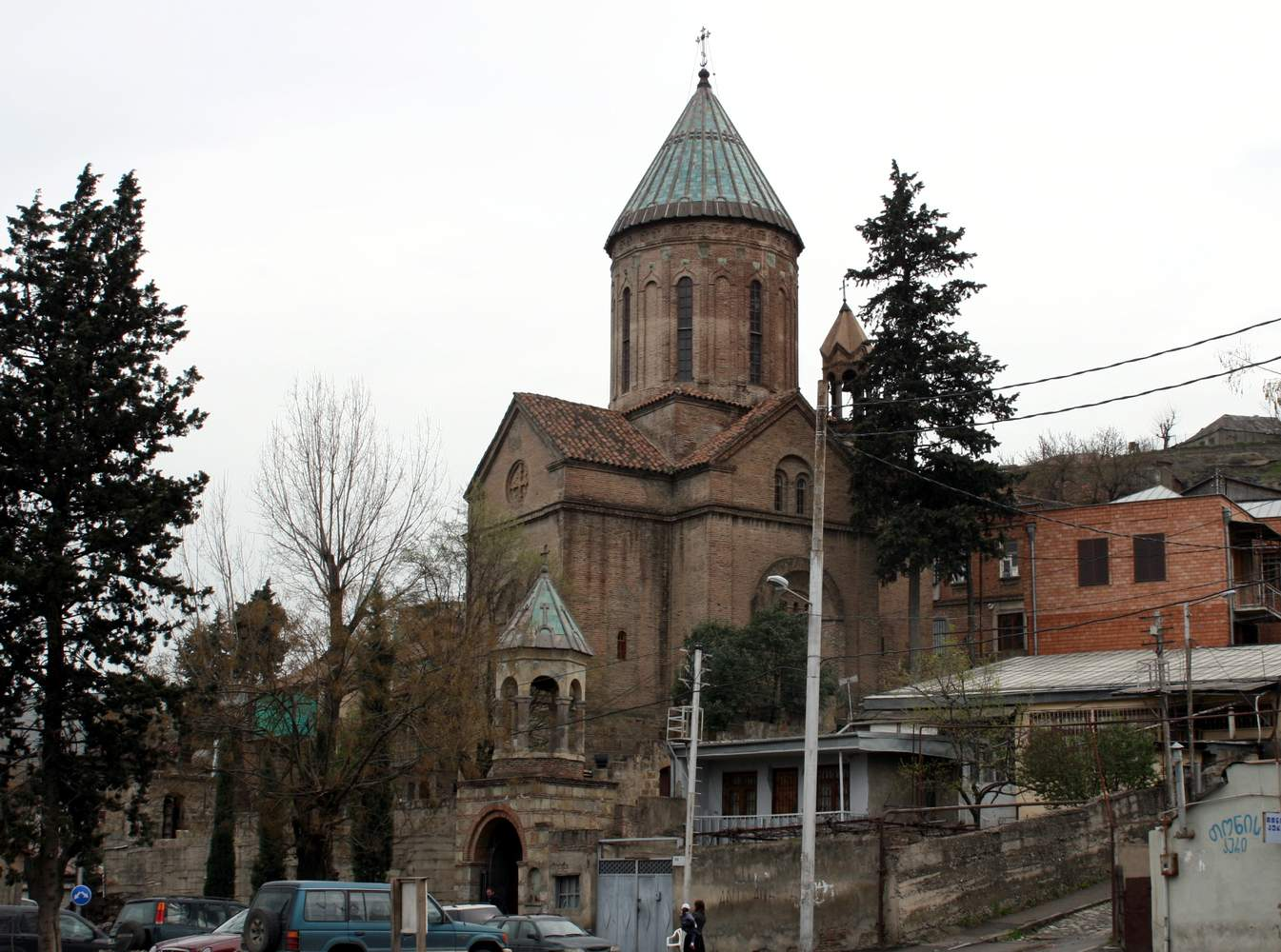
Храм Святого Николая в Ортачала

- Храм Святого Николая в Ортачала (1855)[3][4][5]
- Музей-библиотека имени Иосеба Гришашвили
- Монумент 300 арагвинских героев (архитектор А. Бакрадзе)[6][7][8][9]
- Парк 300 арагвинцев[10]